# اخلاق سایبری

این مقاله در حال ترجمه از ویکی انگلیسی است لطفا حذف نشود.

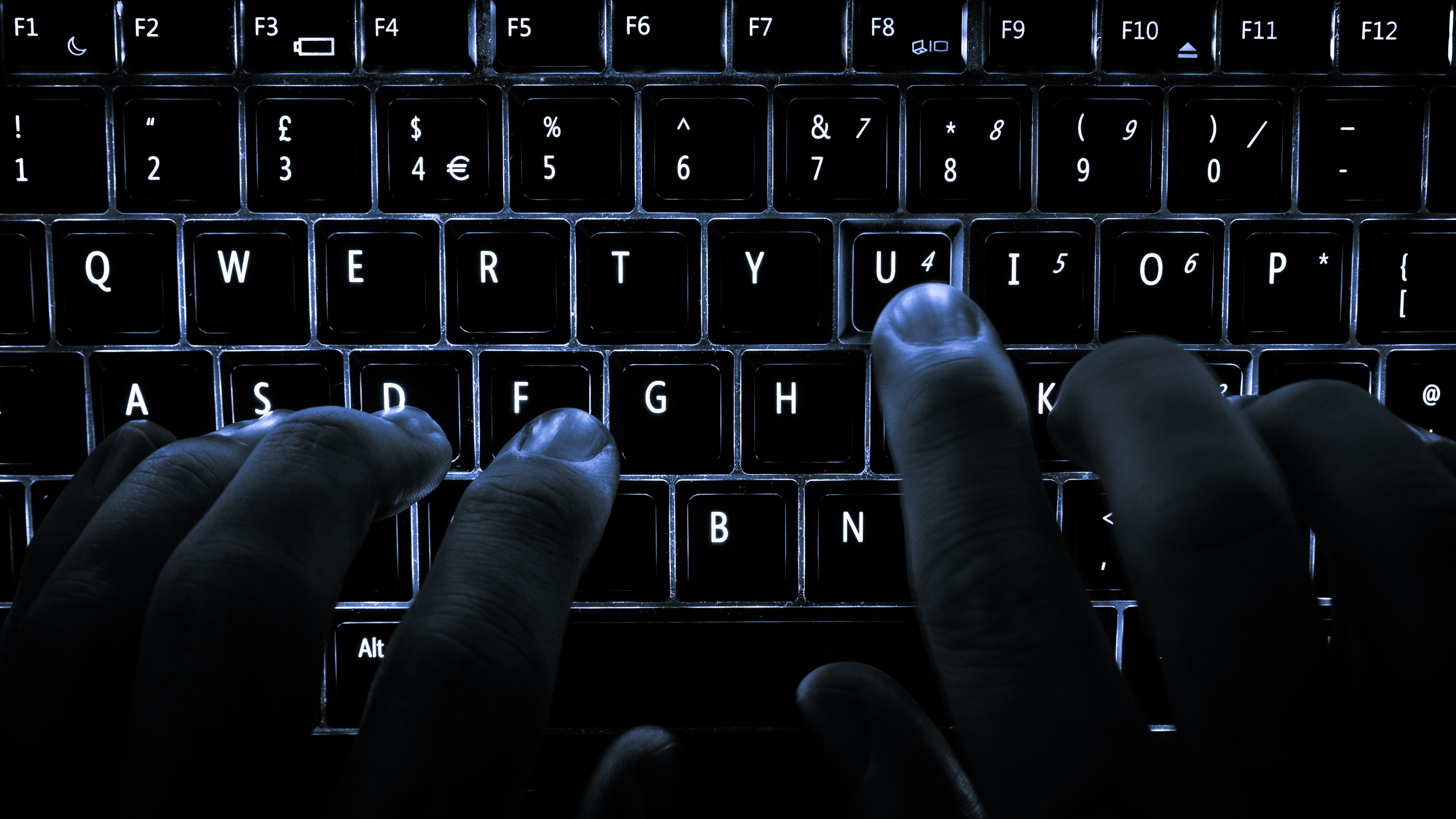

اخلاق سایبری شاخه‌ای از اخلاقه که به رفتار در محیط‌های آنلاین می‌پردازه.[1] به تعریف دیگه‌ای، سایبراخلاق به بررسی همه‌جانبه مسائل اخلاقی و معنوی‌ای می‌پردازه که تو فضای سایبری به وجود می‌آن، جایی که فضای سایبری به عنوان «جهان‌های الکترونیکی‌ای که از طریق اینترنت قابل دیدن شدن» شناخته می‌شه.[2] سال‌هاست که دولت‌های مختلف قوانین و مقرراتی رو وضع کردن و سازمان‌ها هم سیاست‌هایی رو درباره سایبراخلاق تعیین کردن.

## نظریه
به گفته لری لسیگ در کتاب «کد و دیگر قوانین فضای سایبری»، چهار عامل رفتار انسانی رو کنترل می‌کنن: قانون، هنجارهای (اجتماعی)، بازار و کد/معماری. همین چهار عامل در فضای سایبری هم اعمال می‌شن. اخلاق خارج از این چهار عامل قرار داره و مکمل اونهاست.[3]
در سال ۲۰۰۱، هرمان تی. تاوانی بررسی کرد که آیا اخلاق کامپیوتری با سایبراخلاق تفاوتی داره. او قبول داشت که «اینترنت بسیاری از مسائل اخلاقی مرتبط با استفاده از فناوری‌های کامپیوتری قدیمی‌تر رو تداوم بخشیده و در برخی موارد تشدید کرده»،[4] اما معتقد نبود که تفاوت به حدی باشه که نیاز به ایجاد یه رشته جدید باشه. او همین نظر رو درباره اخلاق اینترنتی هم گسترش داد.[4]

## چالش‌ها
به گفته برد، رامساور و روزنباوم، حل‌وفصل مسائل سایبراخلاقی کار سختیه چون «ماده اولیه فضای سایبری اطلاعاته که نامرئیه و ارزش و پیامدهای اخلاقی به همراه داره.»[2] اونا همچنین اشاره می‌کنن که با تغییر و پیشرفت فناوری، مسائل اخلاقی جدیدی به وجود می‌آن.[2] چالش دیگه اینه که اینترنت یه پدیده بدون مرزه و به عقیده برخی، «برای هر کشوری خیلی سخته که صلاحیت محلی خودش رو روی اطلاعات موجود در فضای سایبری اعمال کنه»، بنابراین بهتره دولت‌ها نقش «محدودی» در تنظیم مقررات اینترنت داشته باشن.[5]
پیچیدگی جرایم سایبری به دلیل اینترنت اشیا و اتصال اشیای روزمره که ممکنه داده‌های شخصی داشته باشن، به‌طور تصاعدی افزایش پیدا کرده. مردم همچنین از دستگاه‌های متعددی برای دسترسی به اینترنت استفاده می‌کنن و اطلاعات این دستگاه‌ها احتمالاً روی سرورهای مختلفی ذخیره می‌شه.[نیازمند منبع]
بر اساس گزارش اتحادیه بین‌المللی مخابرات، در سال ۲۰۲۳، ۵.۴ میلیارد نفر از اینترنت استفاده می‌کردن که ۶۷ درصد جمعیت جهان رو تشکیل می‌داد. این تعداد از سال ۲۰۱۸ تا ۴۵ درصد افزایش پیدا کرده.[6]

## تاریخچه حریم خصوصی
در اواخر قرن نوزدهم، اختراع دوربین‌ها بحث‌های اخلاقی مشابهی رو ایجاد کرد که امروزه اینترنت به وجود آورده. در سمیناری از نشریه «هاروارد لاو ریویو» در سال ۱۸۹۰، ساموئل دی. وارن دوم و برندایس حریم خصوصی رو از دیدگاه اخلاقی و معنوی این‌گونه تعریف کردن:
«حریم خصوصی برای عزت، فردیت و هویت شخصی اساسیه. همچنین برای حس خودمختاری لازمه—یعنی 'احساسی که بخشی از زندگی فرد کاملاً تحت کنترل خودشه، بخشی که از دخالت خارجی آزاده.' محرومیت از حریم خصوصی حتی می‌تونه سلامت یه نفر رو به خطر بندازه.»[7]
طی قرن گذشته، ظهور اینترنت و گسترش سریع تجارت الکترونیک، عصر جدیدی از نگرانی‌های مربوط به حریم خصوصی رو به وجود آورده. دولت‌ها و سازمان‌ها حجم عظیمی از داده‌های خصوصی رو جمع‌آوری می‌کنن و این باعث شده سؤالاتی درباره خودمختاری افراد و کنترل بر اطلاعات شخصی‌شون مطرح بشه.[8] با افزایش تراکنش‌های آنلاین و ردپاهای دیجیتال،[9] افراد با خطرات بیشتری مثل نقض حریم خصوصی و سرقت هویت روبه‌رو شدن. این چشم‌انداز مدرن نیازمند بحث اخلاقی جدیدی درباره حقوق حریم خصوصی در عصر دیجیتال شده.
حریم خصوصی رو می‌شه به محدود کردن دسترسی دیگران به فرد تجزیه کرد که شامل «سه عنصر محرمانگی، ناشناسی و انزوا» می‌شه.[10] ناشناسی به حق فرد برای محافظت از توجه ناخواسته اشاره داره. انزوا به نبود نزدیکی فیزیکی فرد به دیگران مربوط می‌شه. محرمانگی هم به محافظت از اطلاعات شخصی در برابر توزیع آزادانه اشاره داره.
علاوه بر این، امنیت دیجیتال شامل جنبه‌های روان‌شناختی و فنیه که بر درک کاربران از اعتماد و ایمنی در تعاملات آنلاین تأثیر می‌ذاره.[11] آگاهی کاربران از خطرات امنیت سایبری، همراه با پروتکل‌های پاسخ به حوادث، مکانیزم‌های احراز هویت و پروتکل‌های رمزنگاری، نقش کلیدی در حفاظت از محیط‌های دیجیتال داره. با وجود پیشرفت‌ها در فناوری‌های دفاعی، چشم‌انداز امنیت سایبری همچنان با چالش‌هایی روبه‌روه، که از طریق جریان مداوم نقض داده‌ها و حوادث سایبری گزارش‌شده در بخش‌های مختلف مشهوده. این موضوع اهمیت درک رفتار و نگرش کاربران در حوزه سایبراخلاق رو برجسته می‌کنه، چون افراد در تلاش‌های آنلاین‌شون با پیچیدگی‌های امنیت دیجیتال روبه‌رو می‌شن.
افراد هنگام انجام تراکنش‌ها و ثبت‌نام برای خدمات، اطلاعات خصوصی‌شون رو واگذار می‌کنن. رویه‌های اخلاقی کسب‌وکار با امن کردن اطلاعاتی که ممکنه به از دست رفتن محرمانگی، ناشناسی و انزوا منجر بشه، از حریم خصوصی مشتریانشون محافظت می‌کنه. اطلاعات کارت اعتباری، شماره‌های تأمین اجتماعی، شماره‌های تلفن، نام خانوادگی مادر، آدرس‌ها و شماره‌های تلفنی که آزادانه در اینترنت جمع‌آوری و به اشتراک گذاشته می‌شن، می‌تونن به از دست رفتن حریم خصوصی منجر بشن.
کلاهبرداری و جعل هویت از جمله فعالیت‌های مخربی هستن که به دلیل سوءاستفاده مستقیم یا غیرمستقیم از اطلاعات خصوصی رخ می‌دن. سرقت هویت به دلیل در دسترس بودن اطلاعات خصوصی در اینترنت به سرعت در حال افزایشه. برای مثال، در سال ۲۰۰۲، هفت میلیون آمریکایی قربانی سرقت هویت شدن و در سال ۲۰۱۱، نزدیک به ۱۲ میلیون آمریکایی قربانی این جرم شدن که باعث شده سرقت هویت به سریع‌ترین جرم در حال رشد در ایالات متحده تبدیل بشه.[12] علاوه بر این، با استفاده گسترده از رسانه‌های اجتماعی و تراکنش‌های آنلاین، احتمال سرقت هویت در حال افزایشه. برای افراد و کسب‌وکارها ضروریه که هوشیار باشن و اقدامات امنیتی قوی‌ای رو برای جلوگیری از سرقت هویت و کلاهبرداری مالی پیاده‌سازی کنن.[13]
موتورهای جست‌وجوی سوابق عمومی و پایگاه‌های داده از عوامل اصلی افزایش جرایم سایبری هستن. در ادامه چند پیشنهاد برای محدود کردن پایگاه‌های داده آنلاین از انتشار اطلاعات حساس شخصی ارائه شده:
- حذف شناسه‌های حساس منحصربه‌فرد از سوابق پایگاه داده مثل شماره‌های تأمین اجتماعی، تاریخ تولد، زادگاه و نام خانوادگی مادر.
- حذف شماره‌های تلفنی که معمولاً در لیست‌های عمومی نیستن.
- فراهم کردن روشی شفاف که به افراد اجازه بده نامشون رو از پایگاه داده حذف کنن.
- ممنوعیت خدمات جست‌وجوی معکوس شماره تأمین اجتماعی.[5][نیازمند شماره صفحه]

### تاریخچه سایبراخلاق در هک
تکامل هک سؤالات اخلاقی‌ای رو در حوزه امنیت سایبری مطرح کرده. هک که زمانی سرگرمی‌ای ناشی از کنجکاوی بود، حالا به صنعتی زیرزمینی و سودآور تبدیل شده، جایی که مجرمان سایبری از آسیب‌پذیری‌ها برای منافع شخصی یا انگیزه‌های سیاسی سوءاستفاده می‌کنن. این تغییر نگرانی‌هایی درباره نقض حریم خصوصی، خسارات مالی و آسیب‌های اجتماعی ناشی از حملات سایبری به وجود آورده.
ظهور مجرمان سایبری که از آسیب‌پذیری‌های سیستم‌های دیجیتال برای منافع شخصی یا انگیزه‌های سیاسی بهره‌برداری می‌کنن، به معضلات اخلاقی پیرامون شیوه‌های هک منجر شده. برنامه‌های جایزه باگ (Bug Bounty) و افشای آسیب‌پذیری‌ها پیچیدگی‌هایی رو به وجود آورده و مرز بین تحقیقات امنیتی مشروع و بهره‌برداری مخرب رو مبهم کرده. ایجاد تعادل بین ضرورت‌های امنیتی و احترام به حقوق حریم خصوصی، چالش‌هایی رو در حفاظت از زیرساخت‌های حیاتی و در عین حال حفظ آزادی‌های فردی ایجاد می‌کنه.
پرداختن به ابعاد اخلاقی هک نیازمند تلاش‌های مشترک بین بخش‌های صنعتی، نهادهای دولتی و مراکز دانشگاهیه. ایجاد چارچوب‌های اخلاقی برای افشای آسیب‌پذیری‌ها، برنامه‌های جایزه باگ و آزمایش نفوذ (Penetration Testing) برای اطمینان از شیوه‌های مسئولانه امنیت سایبری ضروریه. همکاری بین‌المللی و اشتراک‌گذاری اطلاعات برای مقابله با تهدیدات سایبری که از مرزها و حوزه‌های قضایی فراتر می‌رن، حیاتیه.

### جمع‌آوری خصوصی
انبارهای داده امروزه برای جمع‌آوری و ذخیره حجم عظیمی از داده‌های شخصی و تراکنش‌های مصرف‌کنندگان استفاده می‌شن. این امکانات می‌تونن مقادیر زیادی از اطلاعات مصرف‌کنندگان رو برای مدت زمان نامحدودی حفظ کنن. برخی از معماری‌های کلیدی که به فرسایش حریم خصوصی کمک می‌کنن شامل پایگاه‌های داده، کوکی‌ها و جاسوس‌افزارها هستن.[5][نیازمند شماره صفحه]
بعضی‌ها ممکنه استدلال کنن که انبارهای داده باید مستقل باشن و محافظت بشن. اما واقعیت اینه که اطلاعات شخصی کافی می‌تونه از وب‌سایت‌های شرکتی و شبکه‌های اجتماعی جمع‌آوری بشه تا یه جست‌وجوی معکوس آغاز بشه. بنابراین، آیا نباید به برخی از مسائل اخلاقی درباره چگونگی ورود داده‌های محافظت‌شده به حوزه عمومی پرداخته بشه؟
در نتیجه، کسب‌وکارهای محافظت در برابر سرقت هویت در حال رشد هستن. طبق گزارش Market.us، پیش‌بینی می‌شه این بازار تا سال ۲۰۳۲ به ۳۴.۷ میلیارد دلار برسه.[14]

## مالکیت
بحث‌های اخلاقی مدت‌هاست که شامل مفهوم مالکیت می‌شن. این مفهوم در دنیای سایبراخلاق باعث درگیری‌های زیادی شده. یکی از فلسفه‌های اینترنت حول آزادی اطلاعات شکل گرفته. اختلاف بر سر مالکیت وقتی پیش می‌آد که مالکیت اطلاعات نقض بشه یا نامشخص باشه.[15]

حقوق مالکیت فکری
مقاله اصلی: حقوق مالکیت فکری
افزایش سرعت اینترنت و ظهور فناوری‌های فشرده‌سازی مثل MP3، راه رو برای اشتراک‌گذاری فایل همتا به همتا (Peer-to-Peer) باز کرد، فناوری‌ای که به کاربران اجازه می‌داد به‌صورت ناشناس فایل‌ها رو به هم منتقل کنن، چیزی که قبلاً در برنامه‌هایی مثل نپستر دیده می‌شد و حالا از طریق پروتکل‌های ارتباطی مثل بیت‌تورنت انجام می‌شه. اما بخش زیادی از این فایل‌ها، موسیقی دارای حق کپی‌رایت بود و انتقالشون به کاربران دیگه غیرقانونی بود. این که آیا انتقال رسانه‌های دارای کپی‌رایت از نظر اخلاقی درسته یا نه، یه سؤال دیگه‌ست.
حامیان اشتراک‌گذاری آزاد فایل‌ها تأکید می‌کنن که این کار دسترسی گسترده‌تر و سریع‌تری به رسانه‌ها فراهم کرده، فرصت دیده شدن هنرمندان جدید رو افزایش داده و هزینه‌های انتقال رسانه‌ها رو کاهش داده (از جمله آسیب کمتر به محیط‌زیست). از طرف دیگه، موافقان محدودیت‌های اشتراک‌گذاری فایل استدلال می‌کنن که باید درآمد هنرمندان و افرادی که برای خلق رسانه‌ها کار می‌کنن، محافظت بشه. این استدلال تا حدی با اشاره به درصد ناچیز پولی که هنرمندان از فروش قانونی رسانه‌ها دریافت می‌کنن، پاسخ داده می‌شه.
بحثی مشابه درباره حقوق مالکیت فکری در مورد مالکیت نرم‌افزار هم وجود داره. دو دیدگاه متضاد، یکی حمایت از نرم‌افزارهای منبع بسته (Closed Source) با مجوزهای محدود و دیگری حمایت از نرم‌افزارهای آزاد و رایگان (Free Software) هست.[16][نیازمند شماره صفحه] می‌شه استدلال کرد که محدودیت‌ها لازمه، چون شرکت‌ها بدون انگیزه درآمد حاصل از فروش و هزینه‌های مجوز، هفته‌ها و ماه‌ها روی توسعه سرمایه‌گذاری نمی‌کنن. در مقابل، استدلال می‌شه که وقتی غول‌های فناوری حقوق مالکیت فکری رو در اختیار نداشته باشن، «ایستادن روی شانه‌های غول‌ها» خیلی ارزون‌تره. برخی حامیان نرم‌افزار آزاد معتقدند که کد منبع اکثر برنامه‌ها باید برای هر کسی که ازشون استفاده می‌کنه، به شکلی که آزادی‌هاشون رو محترم بشمره، در دسترس باشه.

### مقاله اصلی: مدیریت حقوق دیجیتال
با ظهور نرم‌افزارهای مدیریت حقوق دیجیتال، مسائل جدیدی درباره اخلاقی بودن دور زدن این سیستم‌ها مطرح شده است. برخی از حامیان هک کردن DRM معتقدند که این افراد از حقوق کاربران دفاع می‌کنند؛ برای مثال، این امکان را فراهم می‌کنند که افراد نابینا بتوانند از فایل‌های PDF کتاب‌های صوتی بسازند، یا افرادی که موسیقی را به‌صورت قانونی خریداری کرده‌اند، بتوانند آن را روی سی‌دی رایت کنند یا به کامپیوتر جدیدی منتقل کنند. در مقابل، عده‌ای دیگر این اقدامات را صرفاً نقض حقوق دارندگان مالکیت معنوی می‌دانند که راه را برای استفاده بدون جبران از رسانه‌های دارای کپی‌رایت باز می‌کند.
یکی دیگر از مسائل اخلاقی مرتبط با DRM به تأثیر این سیستم‌ها بر مقررات استفاده منصفانه (fair use) در قوانین کپی‌رایت مربوط می‌شود. این سیستم‌ها به ارائه‌دهندگان محتوا اجازه Reddit می‌توانند انتخاب کنند که چه کسی قادر به مشاهده یا گوش دادن به محتوای آنهاست، و این امکان تبعیض علیه گروه‌های خاصی را فراهم می‌کند. علاوه بر این، سطح کنترلی که این سیستم‌ها به ارائه‌دهندگان محتوا می‌دهند، می‌تواند به نقض حریم خصوصی کاربران منجر شود، زیرا این سیستم‌ها قادرند اطلاعات شخصی و فعالیت‌های کاربرانی که به محتوای آنها دسترسی دارند را رصد کنند.
در ایالات متحده، قانون حق کپی‌رایت دیجیتال هزاره (DMCA) این جنبه از فناوری DRM را تقویت می‌کند، به‌ویژه در نحوه کنترل جریان اطلاعات توسط ارائه‌دهندگان محتوا. هرگونه برنامه یا فناوری که سعی در دور زدن کنترل‌های DRM داشته باشد، ناقض یکی از مفاد این قانون (بخش ۱۲۰۱) محسوب می‌شود.

## دسترسی، سانسور و فیلترینگ
دسترسی، سانسور و فیلترینگ مسائل اخلاقی متعددی را در حوزه اخلاق سایبری مطرح می‌کنند که شاخه‌های مختلفی دارند. پرسش‌های زیادی به وجود آمده‌اند که همچنان درک ما از حریم خصوصی، امنیت و مشارکت در جامعه را به چالش می‌کشند. طی قرن‌ها، سازوکارهایی به نام حفاظت و امنیت ایجاد شده‌اند. امروزه این سازوکارها به شکل نرم‌افزارهایی هستند که دامنه‌ها و محتواها را فیلتر می‌کنند تا به راحتی قابل دسترسی یا دریافت نباشند، مگر با روش‌های پیچیده دور زدن، یا در سطح شخصی و تجاری از طریق نرم‌افزارهای رایگان یا نرم‌افزارهای کنترل محتوا. سانسور و فیلترینگ اینترنت برای کنترل یا سرکوب انتشار یا دسترسی به اطلاعات استفاده می‌شوند. مسائل حقوقی مرتبط با این موضوع شبیه به سانسور و فیلترینگ در دنیای آفلاین هستند. همان استدلال‌هایی که درباره سانسور و فیلترینگ آفلاین مطرح می‌شوند، در مورد سانسور و فیلترینگ آنلاین نیز صدق می‌کنند: آیا افراد با دسترسی آزاد به اطلاعات وضعیت بهتری دارند، یا باید از آنچه توسط یک نهاد حاکمیتی مضر، ناشایست یا غیرقانونی تلقی می‌شود، محافظت شوند؟ نگرانی از دسترسی کودکان و نوجوانان به اینترنت بخش بزرگی از این دغدغه‌ها را تشکیل می‌دهد و گروه‌های مدافع آنلاین متعددی برای افزایش آگاهی و کنترل دسترسی کودکان به اینترنت شکل گرفته‌اند.
سانسور و فیلترینگ در مقیاس‌های کوچک تا بزرگ رخ می‌دهند؛ از شرکتی که دسترسی کارکنانش به فضای سایبری را با مسدود کردن وب‌سایت‌های خاصی که صرفاً برای استفاده شخصی تلقی شده و به بهره‌وری آسیب می‌زنند، محدود می‌کند، تا مقیاس بزرگ‌تری که در آن یک دولت فایروال‌های عظیمی ایجاد می‌کند تا دسترسی به اطلاعات خاصی که اغلب از خارج از کشور در دسترس است را برای شهروندان و افراد داخل مرزهایش سانسور و فیلتر کند. یکی از معروف‌ترین نمونه‌های کنترل دسترسی توسط یک کشور، پروژه سپر طلایی، که به دیوار آتش بزرگ چین نیز معروف است، یک پروژه سانسور و نظارت است که توسط جمهوری خلق چین راه‌اندازی و اداره می‌شود. نمونه دیگر، پرونده سال ۲۰۰۰ اتحادیه علیه نژادپرستی و یهودستیزی (LICRA) و اتحادیه دانشجویان یهودی فرانسه علیه یاهو! آمریکا و یاهو! فرانسه است. در این پرونده، دادگاه فرانسه اعلام کرد که «دسترسی کاربران اینترنتی فرانسوی به وب‌سایت حراجی که اشیای نازی را عرضه می‌کرد، نقض قوانین فرانسه و توهین به 'حافظه جمعی' این کشور بود و نمایش ساده چنین اشیایی (مثلاً نمایش یونیفرم‌ها، نشان‌ها یا نمادهایی شبیه به آنچه نازی‌ها استفاده می‌کردند) در فرانسه نقض ماده R645-1 قانون کیفری است و به همین دلیل تهدیدی برای نظم عمومی داخلی محسوب می‌شود.» از زمان این حکم قضایی، بسیاری از وب‌سایت‌ها باید قوانین کشورهایی که در آنها قابل دسترسی هستند را رعایت کنند.

### مقاله اصلی: آزادی اطلاعات
آزادی اطلاعات، که شامل آزادی بیان و همچنین آزادی جستجو، کسب و انتقال اطلاعات می‌شود، این پرسش را مطرح می‌کند که چه کسی یا چه چیزی در فضای سایبری صلاحیت قانون‌گذاری دارد. حق آزادی اطلاعات معمولاً بسته به کشور، جامعه و فرهنگ مربوطه با محدودیت‌هایی مواجه است.
به طور کلی، سه دیدگاه درباره این موضوع در ارتباط با اینترنت وجود دارد. دیدگاه اول این است که اینترنت نوعی رسانه است که توسط شهروندان دولت‌ها تولید و استفاده می‌شود و بنابراین باید توسط هر دولت در محدوده صلاحیت خود تنظیم شود. دیدگاه دوم معتقد است که «دولت‌های جهان صنعتی... هیچ حاکمیتی [بر اینترنت] ندارند... ما دولت منتخبی نداریم و بعید است که داشته باشیم... شما هیچ حق اخلاقی برای حکمرانی بر ما ندارید و هیچ روش اجرایی‌ای که واقعاً از آن بترسیم در اختیار ندارید.» دیدگاه سوم بر این باور است که اینترنت فراتر از مرزهای ملموس مانند مرزهای کشورها عمل می‌کند و بنابراین باید به یک نهاد بین‌المللی اختیار داده شود، زیرا آنچه در یک کشور قانونی است ممکن است در کشور دیگر غیرقانونی باشد.

### مقاله اصلی: شکاف دیجیتال
یکی از مسائل خاص مرتبط با اخلاقیات آزادی اطلاعات، مفهومی به نام شکاف دیجیتال است. این اصطلاح به شکاف اجتماعی-اقتصادی نابرابر بین افرادی اشاره دارد که به فناوری‌های دیجیتال و اطلاعاتی، مانند فضای سایبری، دسترسی دارند و افرادی که دسترسی محدود یا هیچ دسترسی‌ای ندارند. این شکاف دسترسی بین کشورها یا مناطق مختلف جهان به عنوان شکاف دیجیتال جهانی شناخته می‌شود.

### جنسیت و پورنوگرافی
مسائل مرتبط با جنسیت، از جمله گرایش جنسی، خیانت، رابطه جنسی با یا بین افراد زیر سن قانونی، نمایش عمومی و پورنوگرافی، همیشه مناقشات اخلاقی را برانگیخته‌اند. این مسائل به درجات مختلف در فضای آنلاین نیز منعکس شده‌اند. از نظر تأثیرگذاری، توسعه تاریخی صنعت پورنوگرافی آنلاین و محتوای تولیدشده توسط کاربران مورد مطالعه پژوهشگران رسانه قرار گرفته است. یکی از بزرگ‌ترین مناقشات سایبری در مورد تنظیم، توزیع و دسترسی به پورنوگرافی آنلاین است. مواد پورنوگرافی سنگین معمولاً توسط دولت‌ها با قوانینی کنترل می‌شود که سن مجاز برای دسترسی به آن و اشکال قابل قبول یا غیرقابل قبول را تعیین می‌کنند. در دسترس بودن پورنوگرافی آنلاین، مسئله صلاحیت را به چالش می‌کشد و مشکل تنظیم را مطرح می‌کند، به‌ویژه در مورد پورنوگرافی کودکان، که در اکثر کشورها غیرقانونی است، و همچنین پورنوگرافی شامل خشونت یا حیوانات، که در بسیاری از کشورها محدود شده است.

### مقاله اصلی: قمار آنلاین
قمار اغلب موضوع مناقشات اخلاقی است، زیرا برخی آن را ذاتاً نادرست می‌دانند و از ممنوعیت یا کنترل آن حمایت می‌کنند، در حالی که دیگران معتقدند هیچ محدودیت قانونی نباید وجود داشته باشد. «بین این دو دیدگاه افراطی، نظرات متعددی درباره انواع قماری که دولت باید اجازه دهد و مکان‌هایی که این فعالیت باید در آن‌ها انجام شود، وجود دارد. بحث درباره قمار، سیاست‌گذاران عمومی را وادار می‌کند تا با مسائلی متنوع مانند اعتیاد، حقوق قبایل، مالیات، زندگی سالمندان، ورزش‌های حرفه‌ای و دانشگاهی، جرایم سازمان‌یافته، عصب‌شناسی، خودکشی، طلاق و مذهب روبرو شوند.» به دلیل ماهیت مناقشه‌برانگیز قمار، این فعالیت در سطوح محلی یا ملی یا ممنوع است یا به شدت کنترل می‌شود. دسترسی‌پذیری اینترنت و توانایی آن در عبور از مرزهای جغرافیایی منجر به قمار آنلاین غیرقانونی، اغلب در قالب عملیات‌های برون‌مرزی، شده است. طی سال‌ها، قمار آنلاین، چه قانونی و چه غیرقانونی، به طور تصاعدی رشد کرده و این امر تنظیم آن را دشوار کرده است. این رشد عظیم حتی جایگاه اخلاقی قمار آنلاین را برای برخی زیر سؤال برده است.

## در آموزش
در محیط‌های آموزشی، نگرانی‌های خاصی در حوزه اخلاق سایبری وجود دارد: سرقت ادبی یا دیگر اشکال تصاحب مالکیت فکری، آزار سایبری و سایر فعالیت‌های مضر، و همچنین دسترسی به محتوای نامناسب مانند کلید آزمون‌ها. مسئله دیگری نیز وجود دارد که به استفاده از مطالبی در کلاس درس مربوط می‌شود که برای مخاطبان دیگری در پلتفرم‌های رسانه‌های اجتماعی تولید شده‌اند و نویسندگان آن‌ها اجازه استفاده در کلاس را نداده‌اند. موضوع دیگر، اصالت و دقت محتوای آنلاین مورد استفاده برای یادگیری است. با این حال، از سوی دیگر، برخی افراد تنها در شرایط ناشناس احساس راحتی می‌کنند تا خود را بیان کنند، جایی که همکاری واقعی رخ می‌دهد.

### آزار سایبری
آزار سایبری زمانی رخ می‌دهد که «دانش‌آموزی توسط دانش‌آموز دیگری تهدید، تحقیر، آزار، شرمنده یا هدف قرار گیرد» [31]. این پدیده بسیاری از مسائل مرتبط با آزار سنتی را در بر می‌گیرد، اما فراتر از «حیاط مدرسه» گسترش می‌یابد [31]. آزار سایبری در «وب‌سایت‌ها یا شبکه‌های اجتماعی، یا از طریق ایمیل، پیامک یا پیام‌رسانی فوری» انجام می‌شود [32]. این نوع آزار با افزایش استفاده از فناوری اطلاعات و ارتباطات تکامل یافته است [31]. همچنین، برخلاف شکل‌های سنتی آزار، می‌تواند قربانی را 24 ساعت شبانه‌روز و 7 روز هفته، حتی در مکان‌هایی خارج از محدوده‌های معمول آزار، تحت تأثیر قرار دهد [32].
موضوع آزار و اذیت سایبری (سایبراستالکینگ)، که به معنای «استفاده از ارتباطات الکترونیکی برای آزار یا تهدید کسی با آسیب جسمی» است [33]، گاهی به جای آزار سایبری به کار برده می‌شود. با این حال، سایبراستالکینگ یکی از اشکال آزار سایبری است [34]. در ایالات متحده، سایبراستالکینگ طبق قانون خشونت علیه زنان مصوب سال 2005 جرم فدرال محسوب می‌شود. این قانون در سال 2013 اصلاح شد تا شامل آزار و اذیت از طریق اینترنت و تلفن نیز شود و مجازات‌هایی تا پنج سال زندان و جریمه 250,000 دلاری را در بر گیرد [35].
بنیاد نظارت بر اینترنت مستقر در بریتانیا در سپتامبر 2023 گزارش داد که اخاذی جنسی (سکستورشن) در حال افزایش است و آمار مربوط به نیمه اول سال 2023 «در مقایسه با کل سال 2022 به میزان 257 درصد افزایش یافته است» [36]. به طور مشابه، اداره تحقیقات فدرال آمریکا (FBI) در ژانویه 2024 گزارش داد که در بازه زمانی اکتبر 2022 تا مارس 2023، موارد اخاذی جنسی «حداقل 20 درصد» نسبت به دوره مشابه سال قبل افزایش یافته است. بین اکتبر 2021 تا مارس 2023، 12,600 قربانی ثبت شده و 20 مورد خودکشی مرتبط با اخاذی جنسی گزارش شده است [37]. قربانیان اخاذی جنسی اغلب پسران جوان هستند [36][37].

### سازمان‌های مرتبط
سازمان‌های زیر از جمله نهادهای برجسته‌ای هستند که در مناقشات مربوط به اخلاق سایبری نقش قابل توجهی دارند:
- فدراسیون بین‌المللی پردازش اطلاعات (IFIP)
- انجمن ماشین‌های محاسباتی، گروه ویژه: کامپیوترها و جامعه (SIGCAS)
- مرکز اطلاعات حریم خصوصی الکترونیکی (EPIC)
- بنیاد مرزهای الکترونیکی (EFF)
- مرکز بین‌المللی اخلاق اطلاعات (ICIE)
- جهت‌گیری‌ها و پیامدهای محاسبات پیشرفته (DIAC)
- مرکز محاسبات و مسئولیت اجتماعی (CCSR)
- حقوق سایبری و آزادی‌های سایبری
- مجله بین‌المللی اخلاق سایبری در آموزش (IJCEE) [38]
- مرکز اخلاق و سیاست دیجیتال (CDEP) [39]

### کدهای اخلاقی در حوزه محاسبات
چهار نمونه برجسته از کدهای اخلاقی برای متخصصان فناوری اطلاعات در زیر ذکر شده‌اند:
کد شیوه‌های منصفانه اطلاعات
کد شیوه‌های منصفانه اطلاعات [40] بر اساس پنج اصل تنظیم شده است که الزامات سیستم‌های نگهداری سوابق را مشخص می‌کنند. این الزامات در سال 1973 توسط وزارت بهداشت، آموزش و پرورش و رفاه ایالات متحده اجرا شدند:
1. نباید سیستم‌های نگهداری سوابق داده‌های شخصی وجود داشته باشند که وجودشان مخفی باشد.
2. باید راهی وجود داشته باشد تا فرد بتواند بفهمد چه اطلاعاتی درباره او در سوابق ثبت شده و این اطلاعات چگونه استفاده می‌شوند.
3. باید راهی وجود داشته باشد تا فرد بتواند از استفاده یا در دسترس قرار گرفتن اطلاعاتی که برای یک هدف خاص جمع‌آوری شده‌اند، برای اهداف دیگر بدون رضایت او جلوگیری کند.
4. باید راهی وجود داشته باشد تا فرد بتواند اطلاعات قابل شناسایی مربوط به خود را در سوابق اصلاح یا تصحیح کند.
5. هر سازمانی که سوابق داده‌های شخصی قابل شناسایی را ایجاد، نگهداری، استفاده یا منتشر می‌کند، باید قابلیت اطمینان داده‌ها را برای استفاده مورد نظر تضمین کند و اقدامات احتیاطی لازم را برای جلوگیری از سوءاستفاده از داده‌ها انجام دهد [41].

RFC 1087
در ژانویه 1989، هیئت معماری اینترنت (IAB) در سندی به نام RFC 1087 با عنوان «اخلاق و اینترنت»، فعالیت‌هایی را غیراخلاقی و غیرقابل قبول تعریف کرد که: [42]
- به دنبال دسترسی غیرمجاز به منابع اینترنت باشند.
- استفاده مورد نظر از اینترنت را مختل کنند.
- از طریق چنین اقداماتی منابع (انسانی، ظرفیت، کامپیوتری) را هدر دهند.
- یکپارچگی اطلاعات مبتنی بر کامپیوتر را از بین ببرند.
- حریم خصوصی کاربران را به خطر بیندازند.

این سند نقش دولت و کاربران را تعریف کرد [43]. با این حال، این اصول به عنوان تلاشی برای حفاظت از سرمایه‌گذاری دولت ایالات متحده در زیرساخت‌های اینترنت تلقی شدند [44].

### مقاله اصلی: ده فرمان اخلاق کامپیوتری
در سال 1992، رامون سی. بارکوین مجموعه‌ای از اصول را بر اساس سند RFC 1087 هیئت معماری اینترنت تدوین کرد که با عنوان «در جستجوی 'ده فرمان' برای اخلاق کامپیوتری» منتشر شد [43]. این اصول در سال 1992 [45] (یا 1996 [46]) توسط مؤسسه اخلاق کامپیوتری، یک سازمان غیرانتفاعی که مأموریت آن پیشبرد فناوری از طریق روش‌های اخلاقی است، منتشر شدند.
این اصول شامل قوانین زیر هستند [47][46]:
1. از کامپیوتر برای آسیب رساندن به دیگران استفاده نکنید.
2. در کار کامپیوتری دیگران مداخله نکنید.
3. در فایل‌های کامپیوتری دیگران کنجکاوی نکنید.
4. از کامپیوتر برای سرقت استفاده نکنید.
5. از کامپیوتر برای شهادت دروغین استفاده نکنید.
6. نرم‌افزارهای اختصاصی که برای آن‌ها هزینه‌ای پرداخت نکرده‌اید را کپی یا استفاده نکنید.
7. بدون مجوز یا جبران مناسب، از منابع کامپیوتری دیگران استفاده نکنید.
8. خروجی فکری دیگران را تصاحب نکنید.
9. به پیامدهای اجتماعی برنامه‌ای که می‌نویسید یا سیستمی که طراحی می‌کنید فکر کنید.
10. همیشه از کامپیوتر به گونه‌ای استفاده کنید که احترام و توجه به همنوعان خود را تضمین کند.

### کد اخلاقی (ISC)²
کنسرسیوم بین‌المللی صدور گواهینامه امنیت سیستم‌های اطلاعاتی، که به نام (ISC)² شناخته می‌شود، یک انجمن حرفه‌ای است که هدف آن الهام‌بخشی به جهانی سایبری امن و ایمن است [48]. این انجمن کد اخلاقی خاص خود را تدوین کرده است. این کد بر اساس چهار اصل اساسی و تحت یک مقدمه کلی تنظیم شده است [49]:

### مقدمه کد اخلاقی:
ایمنی و رفاه جامعه، خیر عمومی، وظیفه ما نسبت به کارفرمایان و وظیفه نسبت به یکدیگر، ایجاب می‌کند که به بالاترین استانداردهای اخلاقی رفتار پایبند باشیم و نشان دهیم که به آن‌ها پایبند هستیم.

#### اصول کد اخلاقی:
1. حفاظت از جامعه، خیر عمومی، اعتماد و اطمینان عمومی ضروری، و زیرساخت‌ها.
2. رفتار با شرافت، صداقت، عدالت، مسئولیت‌پذیری و رعایت قانون.
3. ارائه خدمات متعهدانه و شایسته به کارفرمایان.
4. پیشبرد و حفاظت از حرفه.

## ملاحظات اخلاقی در فناوری‌های نوظهور
پیش‌بینی تمامی پیامدهای اخلاقی احتمالی ناشی از فناوری‌های جدید یا نوظهور غیرممکن است، اما توجه به ملاحظات اخلاقی در مراحل اولیه پژوهش و توسعه (R&D) چرخه عمر یک سیستم یا فناوری می‌تواند به اطمینان از توسعه فناوری‌هایی کمک کند که با استانداردهای اخلاقی همخوانی دارند [50][51]. پژوهشگران روش‌های متعددی، از جمله چارچوب‌ها و چک‌لیست‌ها، برای انجام ارزیابی‌های تأثیر اخلاقی بر فناوری‌های در حال توسعه پیشنهاد کرده‌اند [50][51][52]. هدف این ارزیابی‌ها شناسایی سناریوهای اخلاقی احتمالی پیش از استقرار و پذیرش یک فناوری نوظهور است [50]. نتایج این ارزیابی‌ها امکان کاهش ریسک‌های اخلاقی بالقوه را فراهم می‌کند و در نهایت به حفظ استانداردهای اخلاقی با تکامل فناوری کمک می‌کند [53].

علاوه بر این، همپوشانی اخلاق و امنیت سایبری شرایط پیچیده‌ای را آشکار می‌کند. حفاظت از زیرساخت‌های حیاتی و داده‌های خصوصی اغلب با نگرانی‌هایی درباره حریم خصوصی در تعارض است [9]. تصمیم‌گیری درباره اقدامات امنیتی باید تعادلی بین حفاظت از منافع ملی و حفظ آزادی‌های مدنی برقرار کند [54]. نگرانی‌های اخلاقی در مواجهه با تفاوت‌های موجود در عملکردهای امنیت سایبری بین بخش‌های دولتی و خصوصی نقش کلیدی دارند [55]. با وجود تلاش‌ها برای بهبود بودجه و همکاری، چالش‌هایی در شناسایی و توقف تهدیدات سایبری، به‌ویژه در نهادهای دولتی، همچنان باقی است [55]. این موضوع نیاز به رهنمودهای اخلاقی شفاف برای هدایت تصمیم‌گیری‌های مرتبط با امنیت سایبری را نشان می‌دهد.